# Левашово (Можайский район)
Левашово — деревня в Можайском районе Московской области в составе сельского поселения Бородинское. Численность постоянного населения по Всероссийской переписи 2010 года — 9 человек, в деревне числится 1 улица — Новая. До 2006 года Левашово входило в состав Бородинского сельского округа.
Деревня расположена в северо-западной части района, примерно в 14 км к северо-западу от Можайска, высота центра над уровнем моря 205 м. Ближайшие населённые пункты — Косьмово на северо-запад и Ковалёво на юго-восток. У окраины деревни проходит региональная автодорога 46Н-05489 Бородино — Бабынино.